# Raison d’état
Raison d’état er en doktrin, som siger at "statens ve og vel retfærdiggør alle tænkelige midler". Denne doktrin blev skabt af kardinal Richelieu under trediveårskrigen.
Det chilenske statsmotto Por la razón o la fuerza (med fornuft eller med magt) kan ses som et udslag af denne doktrin.
| Forvaltning | Spire Denne artikel om forvaltning er en spire som bør udbygges. Du er velkommen til at hjælpe Wikipedia ved at udvide den. |